# UTC+10
| Verde scuro | Fuso orario di Kaliningrad (UTC+2).    |
| Rosso       | Fuso orario di Mosca (UTC+3).          |
| Celeste     | Fuso orario di Samara (UTC+4).         |
| Giallo      | Fuso orario di Ekaterinburg (UTC+5).   |
| Ciano       | Fuso orario di Omsk (UTC+6).           |
| Pistacchio  | Fuso orario di Krasnojarsk (UTC+7).    |
| Viola       | Fuso orario di Irkutsk (UTC+8).        |
| Blu         | Fuso orario di Jakutsk (UTC+9).        |
| Verde       | Fuso orario di Vladivostok (UTC+10).   |
| Albicocca   | Fuso orario di Srednekolymsk (UTC+11). |
| Rosso scuro | Fuso orario della Kamčatka (UTC+12).   |

UTC+10 è un fuso orario, in anticipo di 10 ore sull'UTC.

## Zone
È utilizzato nei seguenti territori:
- Australia:
  - Territorio della Capitale Australiana
  - Nuovo Galles del Sud
  - Queensland
  - Victoria
  - Tasmania
- Micronesia:
  - Chuuk
  - Yap
- Papua Nuova Guinea
- Russia (Fuso orario di Vladivostok):
  - Circondario federale dell'Estremo Oriente:
    - Territorio di Chabarovsk
    - Territorio del Litorale
    - Sacha-Jacuzia (distretti Ojmjakonskij, Ust'-Janskij, Verchojanskij)
    - Oblast' autonoma ebraica
- Stati Uniti:
  - Guam
  - Isole Marianne Settentrionali

## Geografia
In teoria UTC+10 concerne una zona del globo compresa tra 142,5° e 157,5° E e l'ora inizialmente utilizzata corrispondeva all'ora solare media del 150º meridiano est (riferimento soppiantato dall'UTC nel 1972). Per ragioni pratiche, i paesi in questo fuso orario coprono un'area molto più estesa.
In Australia, UTC+10 è chiamato Australian Eastern Standard Time (AEST), negli Stati Uniti Chamorro Standard Time (CST).

## Ora legale
Le zone dell'Australia che si trovano a UTC+10, eccetto il Queensland, osservano l'ora legale, passando a UTC+11 in estate.